# Będgoszcz
Będgoszcz (niem. Schützenaue) – wieś w Polsce położona w województwie zachodniopomorskim, w powiecie pyrzyckim, w gminie Bielice, na Nizinie Szczecińskiej, w Kotlinie Miedwieńskiej, na południe od jeziora Będgoszcz, na zachód od jeziora Miedwie.
W latach 1975–1998 miejscowość administracyjnie należała do województwa szczecińskiego.
Wieś powstała podczas kolonizacji fryderycjańskiej około 1770 r. Wówczas na polecenie króla Fryderyka II przeprowadzono wielkie prace melioracyjne wokół jez. Miedwie. Na osuszonych terenach Pramiedwia założono wiele wsi, wśród nich aktem z dnia 1 maja 1770 r. Schützenaue, które otrzymało nazwę na cześć ministra – radcy finansowego Johanna Friedricha Schütza. Wieś jest typu rzędowego, część zabudowy pochodzi z XVIII i XIX wieku, m.in. relikty murowanej świątyni i domy typu pyrzyckiego.
Według danych z 1 stycznia 2011 roku wieś liczyła 71 mieszkańców.